# 莫利纽
莫利纽（Molyneux或Molineux）是加勒比海岛国圣基茨和尼维斯岛屿圣基茨岛西海岸的一座城镇，行政上由基督教会尼古拉镇区（莫利纽也是此区最大城镇）管辖，位于其首府尼古拉镇和奥特利斯之间。